# CDBurnerXP
CDBurnerXP — безкоштовне програмне забезпечення із закритим кодом для запису CD, DVD, HD DVD і Blu-ray дисків написана на Visual Basic .NET. Працює на комп'ютерах під управлінням операційної системи Microsoft Windows. Заснована на Starburn SDK і Numedia NMS DVD Burning SDK. Підтримується багатомовний інтерфейс, у тому числі українська мова. Програма доступна для завантаження для 32 та 64-бітних систем.

## Можливості
- Підтримка запису даних на CD-R, CD-RW, DVD-R, DVD-RW, DVD+R, DVD+RW, Blu-ray Disc та [HD DVD
- Запис файлів у форматі WAV, MP3, MP2, FLAC, Windows Media Audio, AIFF, BWF (Broadcast WAV) та Ogg Vorbis на AUDIO-CD
- Створення MP3-дисків для відтворення у програвачі
- Створення образу диска
- Запис диска з образу
- Зміна форматів образів
- Копіювання дисків
- Працює з перезаписуваними та мультисесійними дисками
- Створення завантажувальних дисків
- Можливість запису дисків у форматі UDF та ISO 9660
- Перетворення bin- та nrg-файлів у ISO